# Солов'ївка (Кам'янський район)
Солов'ї́вка — село в Україні, у Кам'янському районі Дніпропетровської області. Населення за переписом 2001 року складало 42 особи. Входить до складу Верхньодніпровської міської громади.

## Географія
Село Солов'ївка знаходиться на відстані до 1 км від сіл Водяне, Діденкове і Кривоносове. Поруч проходить автомобільна дорога Т 0415.

## Населення

### Мова
Розподіл населення за рідною мовою за даними перепису 2001 року:
| Мова       | Кількість | Відсоток |
| ---------- | --------- | -------- |
| українська | 38        | 90.48%   |
| російська  | 4         | 9.52%    |
| Усього     | 42        | 100%     |